# Michael Cambridge

Bijschrift1
Bijschrift2

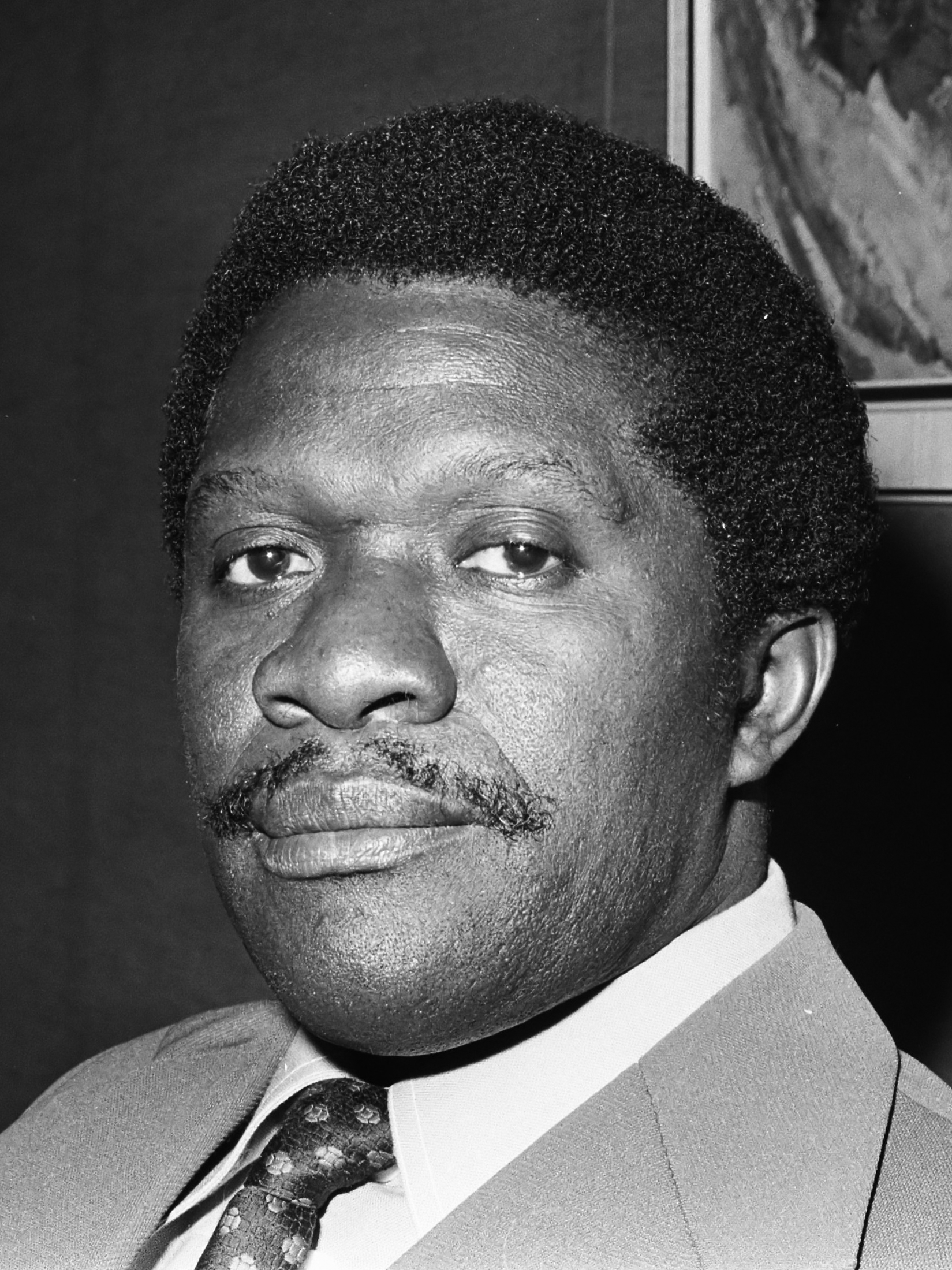
Michael Cambridge (1975
Voorbeeld.jpg

Michel Christiaan (Michael) Cambridge (Suriname (district),  18 november 1930 – Nieuwegein, 9 juni 2015) was een Surinaams politicus en econoom.

## Biografie
Cambridge begon zijn loopbaan als onderwijzer en kwam later naar Nederland waar hij in 1965 afstudeerde aan de Vrije Universiteit Amsterdam. Terug in Suriname ging Cambridge als econoom werken bij het Bureau Waterkracht Werken (BWKW). In 1967 werd hij Statenlid voor de Nationale Partij Suriname (NPS). Eind 1973 werd hij minister van Opbouw in het eerste kabinet van premier Arron dat het land in twee jaar tot onafhankelijkheid heeft geleid; zijn voorganger Frank Essed werd zijn adviseur. Vier jaar later bleef Cambridge in het nieuwe kabinet aan op hetzelfde ministerie. 
Vanwege zijn portefeuille vervulde Cambridge als minister een sleutelrol in het Surinaamse team bij de uitonderhandeling en later de uitvoering van het omvangrijke ontwikkelingsverdrag met Nederland. Zijn evenknie in de eerste periode, de Nederlandse minister van Ontwikkelingssamenwerking Jan Pronk (politicus) verzuchtte later “We hebben van onze Surinaamse partners een lesje onderhandelen gekregen”. Beiden genoten evenwel een goede verstandhouding; de opvolger van Pronk, Jan de Koning (CDA), vond dat met Cambridge zaken gedaan kon worden en richtte zich nog meer op hem als Surinaamse tegenpartij.
De besteding van verdragsfondsen ontving later kritiek door de nadruk op het West-Surinameplan (bauxietwinning, waterkracht) dat werd achterhaald door veranderende marktomstandigheden (dalende grondstofprijzen); succesvoller was bijvoorbeeld het Multipurpose Corantijnproject om in  Nickerie twee rijstoogsten veilig te stellen; het project is later uitgebreid en ging de rol vervullen van waterschap. 
Cambridge heeft de kersverse natie Suriname op de kaart helpen zetten als onder andere oprichtingslid van de International Bauxite Association (Guinee, 1974). In het kader van stappen tot regionale integratie volgde het lidmaatschap van de Latijns-Amerikaanse energie organisatie OLADE, ook heeft Cambridge zich beijverd voor intensievere betrekkingen met Brazilië op zijn taakgebied.
In februari 1980 kwam een einde aan dit ministerschap door de Sergeantencoup onder leiding van Desi Bouterse. Na enkele dagen ondergedoken te hebben gezeten meldde hij zich net als Arron en nog enkele afgezette ministers na uitdrukkelijke garanties van de Nationale Militaire Raad (NMR) dat hen niets zou overkomen, ze werden daarop vastgezet op aantijgingen van corruptie. In januari 1981 werd hij vrijgelaten maar nog wel onder huisarrest geplaatst totdat bleek dat de zaak tegen de overtuigd christen Cambridge geen grond had. Enige tijd daarna werd hij gevraagd om op vertrouwelijke basis mee te werken aan het democratiseringsproces dat moest leiden tot vrije, algemene verkiezingen en terugtreding van het militair gezag in Suriname. Dit proces werd ruw verstoord door de Decembermoorden, waarop Cambridge andermaal is geëmigreerd. Het duurde voor het land uiteindelijk tot de Surinaamse parlementsverkiezingen 1987 voordat het proces van democratisering zijn beslag kreeg.
Cambridge is houder van onderscheidingen van onder andere Suriname (Commandeur in de Ere-Orde van de Gele Ster), Brazilië ( Grootkruis (Grã-Cruz) in de Orde van het Zuiderkruis ofwel Ordem Nacional do Cruzeiro do Sul) en Nederland (Ridder Grootkruis in de Orde van Oranje-Nassau).